# Kalli (stacja kolejowa)
Kalli (kor. 간리역, Kalli-yŏk) – stacja kolejowa w zachodniej części stolicy Korei Północnej, Pjongjangu, stanowiąca część dwóch linii kolejowych: 819-kilometrowej linii P’yŏngna, łączącej Pjongjang oraz specjalną strefę ekonomiczną Rasŏn, a także 225-kilometrowej linii P’yŏngŭi, łączącej stolicę KRLD i miasto Sinŭiju przy granicy z Chinami.